# Col de Ternère
Le col de Ternère (en catalan et parfois en français : coll de Ternera ou coll de Terranera) est un col de montagne des Pyrénées, à 233 m d'altitude. Premier col de la route nationale 116 en venant de l'est, il marque la limite entre les régions historiques et naturelles du Conflent et du Roussillon. Il est un point de passage depuis l'Antiquité, sur la via Conflentana.

## Culture populaire
Chanson
- Quan jo passava el coll de Ternera, chanson populaire[2]